# Яронский, Виктор Феликсович
Виктор Феликсович Яронский (Виктор Яроньский; пол. Wiktor Jaroński; 20 мая 1870, Кельце, Российская империя — 6 сентября 1931, Кельце, Польша) — российский и польский политик, адвокат. Сторонник Национальной демократии, член Национальной лиги. Депутат Государственной думы.

## Биография

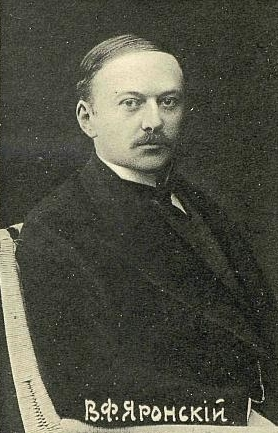
В. Ф. Яронский, 1910

Потомственный дворянин. Присяжный поверенный. Родился в семье известного польского композитора Феликса Яронского. Среднее образование получил в Келецкой гимназии, а высшее — в Варшавском университете на юридическом факультете. По окончании университета в 1894 году был гминным судёй в Келецком уезде, но оставил эту должность из-за разногласий с администрацией и занялся адвокатурой.
Депутат Государственной думы 1, 2, 3 и 4 созывов от Келецкой губернии.
26 июля 1914 года в момент начала первой мировой войны прочитал в Думе патриотическое заявление от имени Польского коло. Член польского национального комитета.